# Johannes Haquini Rhezelius
Johannes Haquini Rhezelius, eller Reese, död 1666 i Jönköping, var en tidig svensk arkeolog och byggnadsantikvarie.

## Biografi
Johannes Haquini Rhezelius var son till kyrkoherden i Riddarholmskyrkan Haquinus Laurentii Rhezelius och Elin Larsdotter, samt sonson till psalmförfattaren Laurentius Jonae Gestritius. Han studerade från 1624 vid Uppsala universitet, blev sedan (omkring 1630) lärjunge till Martin Aschaneus och elev till Johannes Bureus. Någon gång under de första åren på 1630-talet anställdes han som kansliskrivare i hovkansliet på Kungliga kansliet. Omkring 1634 skickades han med fullmakt från Kammarkollegiet på sin första fornminnesinventering till Öland, Småland och Västergötland. Resan ansågs lyckad och hemkommen 1635 utsågs han till antiquarius och häfvdasökare. De närmaste åren företog han inventeringsresor i Uppland och Hälsingland, och assisterade ibland Johannes Bureus med dennes arbeten med runstenar. När Aschaneus avled återgick han till kansliet som kopist och notarie, och deltog som sekreterare i riksdagar för bondeståndet. 1646 flyttade han till Halland för en tjänst som guvernementssekreterare, gifte sig samma år med Anna Jönsdotter Hising som troligen kom från Jönköping, och blev 1654 borgmästare i Jönköping där han börjat bedriva handel. 1661-1664 var han suspenderad från tjänsten som borgmästare.
Under sin resa till Öland 1634 ritade Rhezelius av kyrkor, borgar, runstenar och gravfält. Från denna resa utgav han Monumenta runica (1634) och skrev dagbok. Materialet från hans resa i Uppland 1635-1638 publicerades först 1915; "Monumenta Upplandica". Hans största insats är inom arkitekturhistorien, där hans beskrivningar av sedermera rivna medeltidskyrkor saknar motstycke.